# Alexander Koch (acteur)
 (juin 2021).
Si vous disposez d'ouvrages ou d'articles de référence ou si vous connaissez des sites web de qualité traitant du thème abordé ici, merci de compléter l'article en donnant les références utiles à sa vérifiabilité et en les liant à la section « Notes et références ».
Alexander Koch est un acteur américain né à Grosse Pointe Park (Michigan) le 24 février 1988.

## Biographie
Alexander Koch est né à Grosse Pointe Park dans le Michigan où il s'est fortement impliqué dans des productions de théâtre du lycée et de la communauté locale. Il fréquente ensuite l'école de théâtre à l'université DePaul de Chicago où il obtient son baccalauréat en beaux-arts en 2012.
Il fait ses débuts au cinéma en 2011 dans le court métrage indépendant The Ghosts d'Eddie O'Keefe. Le film reçoit un accueil très favorable lors de sa première au Festival du film de Brooklyn de 2011 puis de la part du Los Angeles Times ainsi qu'au Festival international du film de Chicago et au Festival de Genève[réf. nécessaire]. En 2013 est annoncée sa participation à la série Under the Dome, adaptation du roman homonyme de Stephen King, où il incarne le personnage de Junior Rennie pendant les trois saisons.

## Filmographie

### Cinéma

#### Longs métrages
- 2016 : Always Shine de Sophia Takal : Matt
- 2017 : A Critically Endangered Species de Zachary Cotler et Magdalena Zyzak : Paul
- 2021 : Imperceptible : Clayton
- 2023 : Le bonheur pour les débutants de Vicky Wight : Duncan

#### Courts métrages
- 2011 : Winter : Charlie
- 2021 : The Ghosts : Frank

### Télévision

#### Séries télévisées
- 2012 : Underemployed
- 2013-2015 : Under the Dome : James Rennie, dit « Junior »
- 2020 : Lucifer : Pete Daily
- 2022 : New York, unité spéciale (saison 23, épisode 20) : Nick Pearce

#### Clip vidéo
- 2017 : Julia Michaels - Issues